# La malavida
 La malavida  es una película filmada en colores de Argentina dirigida por Hugo Fregonese sobre el guion escrito por José Dominiani según el argumento de Hugo Fregonese que se estrenó el 28 de junio de 1973 y que tuvo como protagonistas a Hugo del Carril, Soledad Silveyra, Víctor Laplace e Ignacio Quirós.

## Sinopsis
Ambientada en la década de 1920, narra los enfrentamientos entre franceses y polacos por el control de la prostitución y la trata de mujeres.

## Reparto
- Hugo del Carril … Víctor, el francés
- Soledad Silveyra … Juana
- Víctor Laplace … Julio, el oriental
- Ignacio Quirós … Juez Retamar
- Tito Alonso … Comisario
- Idelma Carlo … Natasha
- María Vaner … Rita
- Jorge Rivera López … Simón Linsky
- Héctor Méndez … Schwarz
- María Rosa Gallo … Taiva
- Adrián Ghío … Rafa
- Iván Grondona … Senador
- Guillermo Macro … Mendel
- Ricardo Bouzas … Diputado
- Elizabeth Makar … Amante de Julio
- José María Fra … Marido de Natasha
- Patricia Gal
- Alberto Segado … Miembro de la Polklan
- Hugo Mugica
- Gustavo Rozas
- Marcelo Miró
- Edelma Rosso … Madame Regina
- Norma Sebré
- Eduardo Humberto Nóbili … Robert
- Alicia Sorbell
- León Sarthié
- Lilly Vicent … Lidia
- Pura Soleil
- Nino Udine
- Carlos Olivieri … Joven en burdel
- Carlos Lagrotta … Juez
- Mario Savino … Anticuario
- Mario Luciani
- Luis Orbegoso
- Norberto Sánchez Calleja
- Sara Aigen
- Graciela Sullivan
- Alexis Orloff
- Héctor Doldi
- Marisol Salgado … Vedette
- Enrique Ibarreta … Coreógrafo
- Leónidas Brandi
- María Moraco
- Mariela Moraco
- Gloria Necon
- Ana María Cannen
- Juan Armendáriz
- Julio Chávez
- Luis Linares
- Daniel Ripari
- María Eugenia Daguerre
- Arturo Noal
- Pablo Móttola
- Oscar López
- Fina Queiró
- Mónica Del Giúdice
- Alejandro Anderson
- Escilda Monet
- Roberto Landers
- Rolando Franchi
- Ignacio Alonso
- Anita Lang

## Comentarios
En Mayoría escribió Riz:

”La narrativa no es fluida y muy influenciada por la técnica norteamericana de películas de gangsters.”

AMR en La Prensa opinó:

”Hubiera sido preferible que los realizadores acometieran la empresa con mayor profundidad, dejando de lado lo anecdótico en beneficio de una denuncia más a fondo…un inventario de recursos a los que se puede calificar de eufetismos…de todas maneras el balance no es deficitario…y la película alcanza aceptables valores.”

Roberto Pagés en Tiempo Argentino dijo:

”…Uso elíptico del montaje, la ausencia de tiempos muertos, las ideas visuales que cuentan la historia sin la retórica verbal inevitable en otros casos…la puesta en escena que valoriza el mensaje a partir de un simple, autosuficiente mostración.”